# Mohammadou Idrissou
Mohammadou Idrissou (Yaundé, Camerún, 8 de marzo de 1980) es un exfutbolista camerunés. Jugaba de delantero.

## Selección nacional
Con la selección juvenil de su país participó de la Copa Mundial Sub-20 de 1999 en Nigeria. 
Con la Selección de Camerún ha sido internacional en 35 ocasiones anotando 6 goles. Su debut internacional fue el 11 de febrero de 2003 en un amistoso contra Costa de Marfil.

### Participaciones en Copas del Mundo
| Mundial                        | Sede      | Resultado    |
| ------------------------------ | --------- | ------------ |
| Copa Mundial de Fútbol de 2010 | Sudáfrica | Primera fase |

### Participaciones en Copa África
| Torneo                         | Sede   | Resultado   |
| ------------------------------ | ------ | ----------- |
| Copa Africana de Naciones 2008 | Ghana  | Subcampeón  |
| Copa Africana de Naciones 2010 | Angola | 4° de final |

## Clubes
| Club                        | País                | Año       |
| --------------------------- | ------------------- | --------- |
| Racing Club Bafoussam       | Camerún             | 1998-1999 |
| Cotonsport Garoua           | Camerún             | 1999-2000 |
| FSV Frankfurt               | Alemania            | 2000-2001 |
| SV Wehen                    | Alemania            | 2001-2002 |
| Hannover 96                 | Alemania            | 2002-2005 |
| Caen                        | Francia             | 2005      |
| Hannover 96                 | Alemania            | 2005-2006 |
| MSV Duisburgo               | Alemania            | 2006-2008 |
| SC Freiburg                 | Alemania            | 2008-2010 |
| Borussia Mönchengladbach    | Alemania            | 2010-2011 |
| Eintracht Frankfurt         | Alemania            | 2011-2012 |
| 1. FC Kaiserslautern        | Alemania            | 2012-2014 |
| Maccabi Haifa Football Club | Israel              | 2014      |
| Shkëndija Tetovo            | Macedonia del Norte | 2015      |
| KFC Uerdingen 05            | Alemania            | 2015-2017 |
| ÖTSU Hallein                | Austria             | 2018      |
| FC Kufstein                 | Austria             | 2018      |
| DSV Leoben                  | Austria             | 2019-2020 |
| RW Frankfurt                | Alemania            | 2020      |
| Viktoria Griesheim          | Alemania            | 2020-2021 |

## Palmarés

### Campeonatos nacionales
| Título        | Club        | País     | Año     |
| ------------- | ----------- | -------- | ------- |
| 2. Bundesliga | SC Freiburg | Alemania | 2008/09 |